# Marian Anderson
Marian Anderson, född 27 februari 1897 i Philadelphia, Pennsylvania, död 8 april 1993 i Portland, Oregon, var en amerikansk altsångerska.

## Biografi
Anderson räknades som en av USA:s främsta spiritual-sångare. Hon debuterade vid New York Philharmonic 1925 och vid Carnegie Hall 1928. Under 1930-talet genomförde hon en turné i Europa. Hon var även den första färgade sångare som spelade en huvudroll vid Metropolitan Opera i New York, vilket skedde den 7 januari 1955. Hon sjöng även vid installationsceremonien av president John F. Kennedy.
Anderson tilldelades medaljen Litteris et Artibus 1952. Hon drog sig tillbaka från scenen 1965.